# Ledeburit

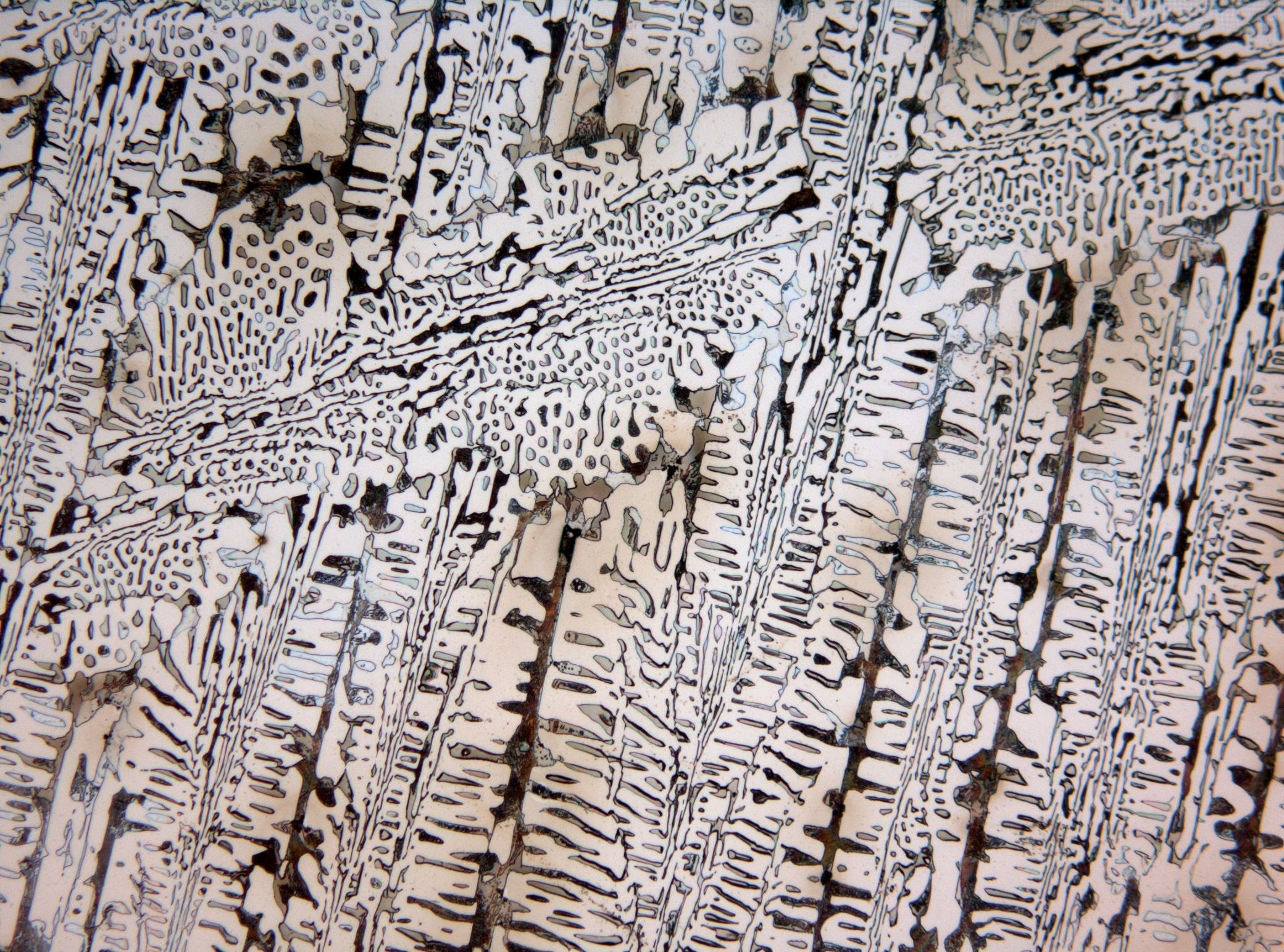
Ledeburit II

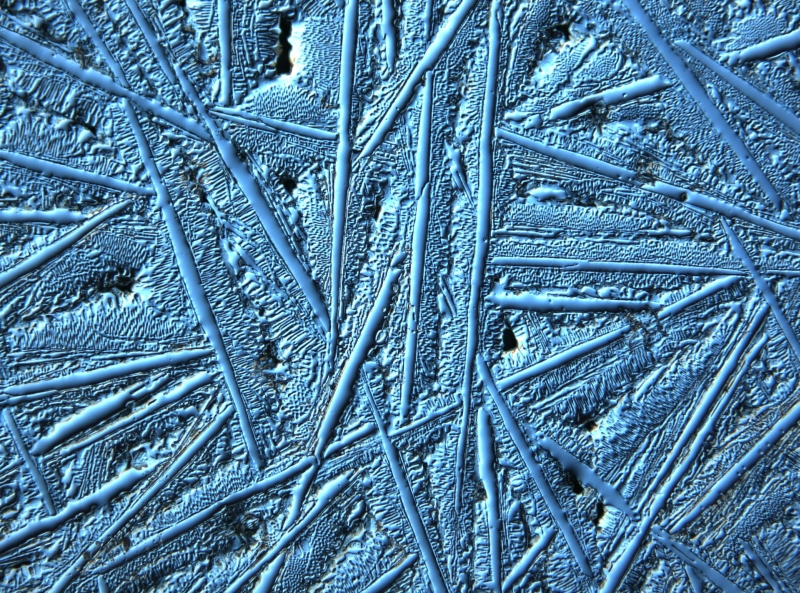
Hartguss, Differentieller Interferenz Kontrast V=100:1 nadelförmiger Primärzementit mit dazwischen liegendem Ledeburit

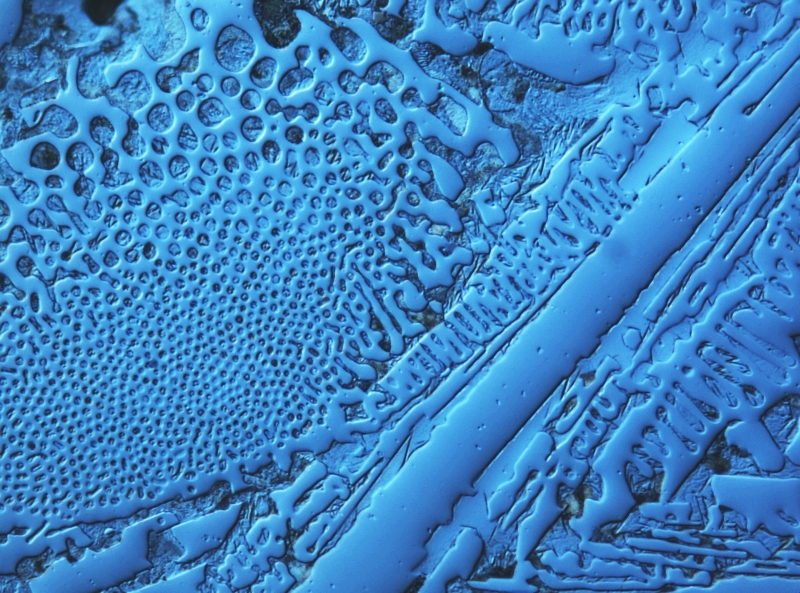
Hartguss, Differentieller Interferenz Kontrast V=1000:1

Ledeburit bezeichnet bestimmte eutektische Gefüge der Eisen-Kohlenstoff-Legierungen. Es wurde nach seinem Entdecker, dem Metallurgen Karl Heinrich Adolf Ledebur (1837–1906), benannt.
Ledeburit tritt bei Kohlenstoffgehalten zwischen 2,06 % und 6,67 % (Linie ECF im Eisen-Kohlenstoff-Diagramm) auf. Der Kohlenstoffanteil des eutektischen Gemisches liegt bei 4,3 %, die Schmelztemperatur liegt bei 1147 °C (eutektischer Punkt C). Bei dieser Kohlenstoffkonzentration liegt 100 % Ledeburit im Gefüge vor.
Ledeburit ist keine Phase, es ist ein Phasengemenge, bestehend aus (zerfallenem) Austenit und Zementit. Hierbei wird zwischen Ledeburit I und Ledeburit II unterschieden: Während es sich bei Ledeburit I (dicht unterhalb 1147 °C) um ein Gefüge aus Austenit und Zementit handelt, besteht der Ledeburit II (Raumtemperatur) aus Zementit mit ankristallisiertem Sekundärzementit (aus dem Austenit bei sinkender Temperatur ausgeschieden) und (bei langsamer Abkühlung) aus Perlit. Der Perlit entsteht durch den eutektoiden Zerfall des Austenits aus dem Ledeburit I bei 723 °C. Bei rascherer Abkühlung kann anstelle des Perlit auch Bainit bzw. bei sehr schneller Abkühlung Martensit vorliegen.
- Ledeburit I: Austenit + Fe3C
- Ledeburit II: Perlit + Fe3C